# Ramalinaceae
Ramalinaceae  C. Agardh, (1821) es una familia de líquenes fruticulosos y crustáceos perteneciente al orden Lecanorales de amplia distribución.
Al contrario de lo que ocurre en los líquenes más estudiados en Ramalinaceae las formas crustáceas, aquellas que viven fuertemente unidas a un sustrato en toda su superficie, han evolucionado a partir de formas fruticulosas que viven unidas a un sustrato por un único punto o por una superficie pequeña. Esta circunstancia puede ser constatada por la diferente estructura que posee el talo en varias especies con diferentes estratos formando córtex y médula que se van reduciendo para adaptarse a las necesidades de las formas crustáceas.

## Géneros
- Aciculopsora
- Adelolecia
- Arthrosporum
- Bacidia
- Bacidina
- Bacidiopsora
- Biatora
- Catinaria
- Cenozosia
- Cliostomum
- Compsocladium
- Crustospathula
- Echidnocymbium
- Frutidella
- Heppsora
- Herteliana
- Japewia
- Jarmania
- Krogia
- Lecania
- Lopezaria
- Lueckingia
- Phyllopsora
- Physcidia
- Ramalina
- Ramalinopsis
- Rolfidium
- Schadonia
- Speerschneidera
- Stirtoniella
- Thamnolecania
- Tibellia
- Toninia (llamado canelillo en Cuba)[3]
- Toniniopsis
- Triclinum
- Vermilacinia
- Waynea